# Gekkan Dragon Age
Gekkan Dragon Age (jap. 月刊ドラゴンエイジ Gekkan Doragon Eiji) – japoński miesięcznik z mangami shōnen, wydawany od kwietnia 2003, nakładem wydawnictwa Fujimi Shobō. Czasopismo powstało w wyniku połączenia „Gekkan Comic Dragon” i „Gekkan Dragon Junior”, dwóch dawnych magazynów wydawanych przez Fujimi Shobō. Między styczniem 2006 a lutym 2009 ukazywała się specjalna edycja czasopisma zatytułowana „Dragon Age Pure”.

## Wybrane serie
- Date A Live[6]
- Dragons Rioting[7]
- Full Metal Panic![8]
- Gosick[9]
- High School DxD[10]
- Highschool of the Dead[11]
- Isekai nonbiri nōka[12]
- Kaze no Stigma: Kōen no miko[13]
- KonoSuba[14]
- Kono yūsha ga ore TUEEE kuse ni shinchō sugiru[15]
- Log Horizon – West Wind Brigade[16]
- Otome Game sekai wa Mob ni kibishii sekai desu[17]
- Saenai Heroine no sodatekata[18]
- Triage X[19]
- Wampirzyca Karin[20]